# Arsenal Club
El Arsenal Club es un equipo de fútbol de Guadalupe que juega en la Liga Guadalupense de Fútbol, la máxima categoría de fútbol en el país.

## Historia
Fue fundado en el año 1938 en la ciudad de Petit-Bourg y ha sido campeón de liga en una ocasión y ha ganado dos títulos de copa local.
A nivel internacional ha participado en un torneo continental, en la Recopa de la Concacaf 1995, donde fue eliminado en la segunda ronda por el Jong Colombia de Antillas Neerlandesas.

## Palmarés
- Liga Guadalupense de Fútbol: 1

1993/94
- Copa de Guadalupe: 1

1994
- Clasificación a la Copa de Francia: 2

1995

## Participación en competiciones de la Concacaf
| Temporada | Torneo                | Ronda      | Club          | Casa | Visita | Global |
| --------- | --------------------- | ---------- | ------------- | ---- | ------ | ------ |
| 1995      | Recopa de la Concacaf | Preliminar | Racing Club   | 1-0  | 2-1    | 3-1    |
| 1995      | Recopa de la Concacaf | 1          | Jong Colombia | 0-0  | 1-2    | 1-2    |